# Kesijärvi (sjö, lat 60,75, long 24,52)
Kesijärvi är en sjö i Finland. Den ligger i kommunerna Janakkala och Loppis i landskapet Egentliga Tavastland, i den södra delen av landet, 70 km norr om huvudstaden Helsingfors. Kesijärvi ligger 91,2 meter över havet. Arean är 2,83 kvadratkilometer och strandlinjen är 11,05 kilometer lång. Sjön  ingår i Kumo älvs huvudavrinningsområde.   I omgivningarna runt Kesijärvi växer i huvudsak blandskog.
Följande samhällen ligger vid Kesijärvi:
- Tervakoski (4 753 invånare)